# Teatro Carcano
O Teatro Carcano é um teatro de Milão, Itália.

## Histórico
Em 1801, no contexto de grande renovação urbana determinada pela conquista napoleônica, Giuseppe Carcano decidiu construir um novo e grande teatro (com capacidade entre 1200 e 1500 lugares) na então prestigiosa avenida de Porta Romana, plena de novas residências nobres e reestruturada, nos últimos anos do século XVIII, por Piermarini, dotando-a de calçadas de granito. Como costume naquela época, foi utilizada uma área já ocupada por uma instituição religiosa extinta, no caso o ex-convento de São Lázaro.
Os planos para o teatro foram contratados a Luigi Canonica, então jovem "arquiteto do Estado" da República Cisalpina (mais tarde da República italiana e finalmente do Reino italiano), que tinha assumido tal encargo em agosto de 1797 no lugar de  Piermarini.
Canonica tomou como modelos o alla Scala e o Teatro della Cannobiana, desenhando uma sala com quatro ordens de palcos, uma volta com um medalhão central, decorada principalmente com estucos e dourados neoclassicos. Foi  inaugurado em 3 de setembro de 1803. Atualmente, nada resta da sala e da fachada original, refeita cerca de 1913 pelo arquiteto  Moretti segundo formas ecléticas e estilo floral e em seguida coberta de um adereço frontal.
Nesse teatro estreou a ópera La sonnambula, de Vincenzo Bellini, em 6 de março de 1831.